# 町田市立成瀬台小学校
町田市立成瀬台小学校（まちだしりつ なるせだいしょうがっこう）は、東京都町田市成瀬台二丁目にある公立小学校。地元では「台小」と呼ばれている。

## 沿革

### 経緯
1975年（昭和50年）に開校した。

### 年表
- 1975年4月1日 - 町田市立成瀬台小学校として設立される[1]。

## 教育方針
以下の教育目標および教育方針が掲げられている。成瀬台中学校・成瀬中央小学校との連携を図っている。
1. よく考え行動する子供
2. お互いを大切にし、共に生きる子供
3. 心も体もたくましい子供

## 通学区域
- 町田市
  - 成瀬台1丁目-4丁目[3]
  - 東玉川学園1丁目の一部、2丁目
  - 西成瀬3丁目の一部

## 交通
- 東急こどもの国線こどもの国駅より約1.5km
- JR横浜線成瀬駅より約2.1km